# Concistori dell'antipapa Benedetto XIII

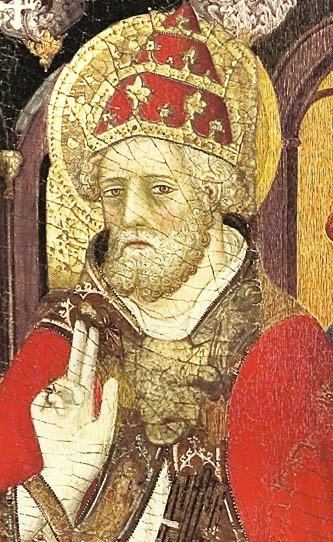
Antipapa Benedetto XIII

Questa voce raccoglie l'elenco completo dei concistori per la creazione di nuovi (pseudo) cardinali presieduti dall'antipapa Benedetto XIII, con l'indicazione di tutti gli (pseudo) cardinali creati. In sette concistori, Benedetto XIII ha creato 19 (pseudo) cardinali, provenienti da 3 nazioni: 12 spagnoli, 6 francesi ed 1 italiano.

## 24 dicembre 1395 (I)
Il 24 dicembre 1395, nel suo primo concistoro, l'antipapa Benedetto XIII creò 1 solo nuovo (pseudo) cardinale:
- Pierre Blain, parente di papa Urbano V e referendario di Sua Santità, creato (pseudo) cardinale diacono di Sant'Angelo in Pescheria; deceduto il 12 dicembre 1409.

## 22 settembre 1397 (II)
Il 22 settembre 1397, nel suo secondo concistoro, l'antipapa Benedetto XIII creò 3 nuovi (pseudo) cardinali. I tre nuovi (pseudo) porporati furono:
- Fernando Pérez Calvillo, vescovo di Tarazona, creato (pseudo) cardinale presbitero dei Santi XII Apostoli; deceduto prima del 21 luglio 1404;
- Jofré de Boïl, referendario di Sua Santità, creato (pseudo) cardinale diacono di Santa Maria in Aquiro; deceduto il 7 novembre 1400;
- Pedro Serra, antivescovo di Catania, creato (pseudo) cardinale presbitero dei Santi Silvestro e Martino ai Monti; deceduto l'8 ottobre 1404.

## 21 dicembre 1397 (III)
Il 21 dicembre 1397, nel suo terzo concistoro, l'antipapa Benedetto XIII creò 3 nuovi (pseudo) cardinali. I tre nuovi (pseudo) porporati furono:
- Berenguer de Anglesola, vescovo di Gerona, creato (pseudo) cardinale presbitero di San Clemente; deceduto il 23 agosto 1408;
- Bonifacio Ammanati, protonotaro apostolico e fratello dello (pseudo) cardinale Tommaso Ammanati, creato (pseudo) cardinale diacono di Sant'Adriano al Foro; deceduto il 19 luglio 1399;
- Luigi I di Bar, vescovo di Langres e nipote di Carlo VI di Francia, creato (pseudo) cardinale diacono di Sant'Agata dei Goti; confermato cardinale dopo il 16 dicembre 1417 da papa Martino V; deceduto il 23 giugno 1430.

## 9 maggio 1404 (IV)
Il 9 maggio 1404, nel suo quarto concistoro, l'antipapa Benedetto XIII creò 2 nuovi (pseudo) cardinali. I due nuovi (pseudo) porporati furono:
- Miguel de Zalba, professore di diritto all'Università di Avignone, creato (pseudo) cardinale diacono di San Giorgio in Velabro; deceduto il 24 agosto 1406;
- Antonio di Challant, cancelliere della Contea di Savoia, creato (pseudo) cardinale diacono di Santa Maria in Via Lata; confermato cardinale dopo il 16 dicembre 1417 da papa Martino V; deceduto il 4 settembre 1418.

## 22 settembre 1408 (V)
Il 22 settembre 1408, nel suo quinto concistoro, l'antipapa Benedetto XIII creò 5 nuovi (pseudo) cardinali. I cinque nuovi (pseudo) porporati furono:
- Pierre Ravat, C.R.S.A., arcivescovo metropolita di Tolosa, creato (pseudo) cardinale presbitero di Santo Stefano al Monte Celio; deceduto il 5 giugno 1417;
- Jean d'Armagnac, arcivescovo eletto di Rouen, creato (pseudo) cardinale presbitero; deceduto l'8 ottobre 1408, senza aver ricevuto il titolo cardinalizio;
- Juan Martínez de Murillo, O.Cist., abate ordinario di Montearagón, creato (pseudo) cardinale presbitero di San Lorenzo in Damaso; confermato cardinale il 17 marzo 1419 da papa Martino V; deceduto l'8 ottobre 1420;
- Carlos Jordán de Urriés y Pérez Salanova, canonico del capitolo di Huesca, creato (pseudo) cardinale diacono di San Giorgio in Velabro; confermato cardinale il 1º agosto 1418 da papa Martino V; deceduto l'8 ottobre 1420;
- Alfonso Carrillo de Albornoz, canonico del capitolo di Cuenca, creato (pseudo) cardinale diacono di Sant'Eustachio; confermato cardinale il 1º agosto 1418 da papa Martino V; deceduto il 14 marzo 1434.

## 14 dicembre 1412 (VI)
Il 14 dicembre 1412, nel suo sesto concistoro, l'antipapa Benedetto XIII creò 1 solo nuovo (pseudo) cardinale:
- Pedro Fonseca, cappellano di Beatrice del Portogallo, creato (pseudo) cardinale diacono di Sant'Angelo in Pescheria; confermato cardinale il 1º agosto 1418 da papa Martino V; deceduto il 22 agosto 1422.

## 22 maggio 1423 (VII)
Il 22 maggio 1423, nel suo settimo ed ultimo concistoro, l'antipapa Benedetto XIII creò 4 nuovi (pseudo) cardinali. L'antipapa tenne questo concistoro, il giorno prima di morire, per assicurarsi una successione, dopo essere stato abbandonato da tutti gli altri (pseudo) cardinali in seguito al Concilio di Costanza. I quattro nuovi (pseudo) porporati furono:
- Julián Lobera y Valtierra, chierico della Camera Apostolica, creato (pseudo) cardinale presbitero di San Clemente; il 16 agosto 1429 fece atto di sottomissione a papa Martino V di fronte al suo legato, cardinale Pierre de Foix, e rinunciò alla dignità cardinalizia; deceduto il 21 agosto 1435;
- Ximeno Dahe, uditore della Camera Apostolica, creato (pseudo) cardinale presbitero di San Lorenzo in Lucina; il 23 agosto 1429 fece atto di sottomissione a papa Martino V di fronte al suo legato, cardinale Pierre de Foix, e rinunciò alla dignità cardinalizia; deceduto nel 1431;
- Dominique de Bonnefoy, O.Cart., priore del monastero di Mont-Alègre a Tiana, creato (pseudo) cardinale presbitero di San Pietro in Vincoli; il 24 agosto 1429 fece atto di sottomissione a papa Martino V di fronte al suo legato, cardinale Pierre de Foix, e rinunciò alla dignità cardinalizia; deceduto nel 1430;
- Jean Carrier, arcidiacono di Rodez, creato (pseudo) cardinale presbitero di Santo Stefano al Monte Celio; poi eletto antipapa con il nome di Benedetto XIV; deceduto nel 1437.